# Chlorid dysprosnatý
Chlorid dysprosnatý je anorganická sloučenina s chemickým vzorcem DyCl2.

## Příprava
Chlorid dysprosnatý lze připravit redukcí chloridu dysprositého dysprosiem ve vakuu při teplotě 800 °C až 900 °C:
Dy + 2 DyCl3 → 3 DyCl2

## Vlastnosti
Chlorid dysprosnatý je černá pevná látka. Sloučenina je extrémně hygroskopická a lze ji skladovat a manipulovat s ní pouze v pečlivě vysušeném inertním plynu nebo ve vysokém vakuu. Na vzduchu nebo při styku s vodou se pohlcováním vlhkosti mění na hydráty, které jsou však nestabilní a mění se na chloridy-oxidy za uvolňováním vodíku. Chlorid dysprosnatý krystalizuje v ortorombické soustavě typu bromidu strontnatého s prostorovou grupou P4/n (číslo 85) a parametry mřížky a = 6,69 Å, b = 6,76 Å, c = 7,06 Å. Existuje ještě jedna forma chloridu dysprosnatého při teplotě nad 652 °C. Chlorid dysprosnatý je elektrický izolant.

## Reaktivita
Chlorid dysprosnatý je schopný redukovat chlorid titanatý na kovový titan v tavenině chloridu draselného a chloridu sodného:
Ti2+ + 2 Dy2+ → Ti (s) + 2 Dy3+

## Související sloučenina
Je známá trojprvková sloučenina s lithiem s chemickým vzorcem LiDy2Cl5. Tato sloučenina se vyrábí společným zahřátím kovového lithia a chloridu dysprosnatého na 700 °C. LiDy2Cl5 je černý. Krystalizuje v monoklonické soustavě s prostorovou grupou C2/c (číslo 15), 4 molekulami na elementární buňku a parametry mřížky a = 16,456, b = 6,692, c = 7,267 a β = 95,79°.